# Eleições estaduais em Goiás em 2002
As eleições estaduais em Goiás em 2002 aconteceram em 6 de outubro como parte das eleições gerais no Distrito Federal e em 26 estados brasileiros. Foram eleitos nessa ocasião o governador Marconi Perillo, o vice-governador Alcides Rodrigues, os senadores Demóstenes Torres e Lúcia Vânia, além de 17 deputados federais e 41 deputados estaduais. Dado o percentual alcançado pelo candidato vencedor na disputa ao Palácio das Esmeraldas, o pleito foi decidido ainda em primeiro turno.
A eleição para o governo estadual culminou na reeleição de Marconi Perillo, servidor público nascido em Palmeiras de Goiás e cujo ingresso na política ocorreu em 1983 na legenda do PMDB durante o primeiro governo Iris Rezende e a partir de então presidiu a ala jovem do partido em Goiás, foi membro do diretório estadual e presidente nacional do PMDB Jovem. No governo Henrique Santillo foi assessor especial do governador e conselheiro da Companhia de Habitação de Goiás. Eleito deputado estadual em 1990, durante o mandato migrou para o PST e depois para o PP e nesta legenda foi eleito deputado federal em 1994. Após uma breve passagem pelo PPB ingressou no PSDB e foi eleito governador em 1998 encerrando dezesseis anos consecutivos do PMDB no Palácio das Esmeraldas. Marconi Perillo tornou-se, assim, o primeiro governador reeleito da história de Goiás.
Eleito vice-governador pelo PPB em 1998, o médico Alcides Rodrigues foi ainda secretário de Habitação no primeiro governo Marconi Perillo. Formado na Universidade Federal de Uberlândia com residência médica no Hospital Geral de Bonsucesso e pós-graduação em Ginecologia e Obstetrícia, ele nasceu em Santa Helena de Goiás e trabalhou à Força Aérea Brasileira. Filiado ao PDC elegeu-se deputado estadual em 1990 e prefeito de Santa Helena em 1992 antes de ascender ao executivo estadual.
O senador eleito com maior votação foi o procurador de justiça Demóstenes Torres. Natural de Anicuns, graduou-se em Direito na Pontifícia Universidade Católica de Goiás. Ingressou no Ministério Público em 1983 chegando a exercer, por duas vezes, o cargo de procurador-geral da Justiça. Presidente do Conselho Nacional de Procuradores-Gerais de Justiça do Brasil em duas ocasiões, foi secretário de Segurança Pública no primeiro governo Marconi Perillo e fez sua estreia na vida política sob a legenda do PFL.
Para a segunda vaga foi eleita a jornalista Lúcia Vânia. Formada na Universidade Federal de Goiás, ela nasceu em Cumari e possui pós-graduação em Ciência Política na Universidade de Oxford. Primeira-dama de Goiás entre 1975 e 1979 durante o governo de seu marido, Irapuan Costa Júnior, ingressou depois no MDB. Com a reforma partidária, migrou para o PMDB sendo eleita deputada federal em 1986 e 1990. Nesse ínterim assinou a Constituição de 1988 e votou a favor do impeachment de Fernando Collor em 1992. Filiada ao PP foi derrotada por Maguito Vilela na disputa pelo governo goiano em 1994. No ano seguinte assumiu a Secretária Nacional de Assistência Social a convite do presidente Fernando Henrique Cardoso sendo reeleita deputada federal pelo PSDB em 1998. Ressalte-se que Moisés Abrão, irmão de Lúcia Vânia, foi eleito senador pelo Tocantins em 1988.
O resultado das eleições para senador encerrou uma escrita, pois desde 1982 apenas candidatos do PMDB venciam as disputas para o cargo.

## Resultado da eleição para governador
Segundo o Tribunal Superior Eleitoral foram apurados 2.541.852 votos nominais assim distribuídos:
| Candidatos a governador do estado | Candidatos a vice-governador | Número | Coligação                                                                                  | Votação   | Percentual |
| --------------------------------- | ---------------------------- | ------ | ------------------------------------------------------------------------------------------ | --------- | ---------- |
| Marconi Perillo PSDB              | Alcides Rodrigues PPB        | 45     | Tempo Novo para Fazer Mais (PSDB, PPB, PFL, PSC, PSD, PSL, PST, PAN, PSDC, PRTB, PHS, PRP) | 1.301.554 | 51,21%     |
| Maguito Vilela PMDB               | Ruy Rocha de Macedo PMDB     | 15     | —                                                                                          | 833.554   | 32,79%     |
| Marina Sant'anna PT               | Arquicelso Bites PT          | 13     | Força do Cerrado (PT, PV, PCdoB, PCB, PMN, PTN, PTdoB)                                     | 385.524   | 15,17%     |
| Alba Célia PGT                    | Rossana Madueño PSB          | 30     | Goiás Esperança (PGT, PSB, PTC)                                                            | 10.672    | 0,42%      |
| Geraldo Lemos PTB                 | Marta Barth PDT              | 14     | Frente Trabalhista (PTB, PDT, PPS)                                                         | 7.461     | 0,29%      |
| Javan Rodrigues PSTU              | Nabson Santana PSTU          | 16     | —                                                                                          | 3.087     | 0,12%      |

## Resultado da eleição para senador
| Candidatos a senador da República | Candidatos a suplente de senador                       | Número | Coligação                                                                                  | Votação   | Percentual |
| --------------------------------- | ------------------------------------------------------ | ------ | ------------------------------------------------------------------------------------------ | --------- | ---------- |
| Demóstenes Torres PFL             | Sandra Melon de Paula PFL José Eduardo Fleury PFL      | 251    | Tempo Novo para Fazer Mais (PSDB, PPB, PFL, PSC, PSD, PSL, PST, PAN, PSDC, PRTB, PHS, PRP) | 1.239.352 | 26,74%     |
| Lúcia Vânia PSDB                  | Antônio Faleiros PSDB Marlúcio Pereira PSDB            | 451    | Tempo Novo para Fazer Mais (PSDB, PPB, PFL, PSC, PSD, PSL, PST, PAN, PSDC, PRTB, PHS, PRP) | 1.057.358 | 22,82%     |
| Iris Rezende PMDB                 | Cirilo Marcos Alves PMDB Marilene Custódio Borges PMDB | 151    | —                                                                                          | 1.047.827 | 22,61%     |
| Mauro Miranda PMDB                | Air Ganzaroli PMDB Marilene Nascimento PMDB            | 152    | —                                                                                          | 615.070   | 13,27%     |
| Clélia Brandão PT                 | Marcelo da Fonseca PMN Valdir Marques Martins PTN      | 131    | Força do Cerrado (PT, PV, PCdoB, PCB, PMN, PTN, PTdoB)                                     | 305.313   | 6,59%      |
| Martiniano Cavalcante PV          | Ary de Carvalho PTN Jairo Monteiro dos Santos PT       | 433    | Força do Cerrado (PT, PV, PCdoB, PCB, PMN, PTN, PTdoB)                                     | 267.071   | 5,76%      |
| Miguel Angel Davico PSB           | Rosângela Batista Vieira PSB Marli Pereira PSB         | 404    | Goiás Esperança (PGT, PSB, PTC)                                                            | 49.792    | 1,07%      |
| Luciano Pedroso PPS               | Maria Aparecida Borges PPS Maria Ires da Fonseca PDT   | 231    | Frente Trabalhista (PTB, PDT, PPS)                                                         | 39.337    | 0,85%      |
| Fernando Batista Leite PSTU       | Nalse Borges Irineu PSTU - PSTU                        | 161    | —                                                                                          | 8.228     | 0,18%      |
| Luiz Augusto Roma PTB             | Luciano Carneiro PPS Luzia Carneiro Menezes PTB        | 141    | Frente Trabalhista (PTB, PDT, PPS)                                                         | 5.198     | 0,11%      |

## Deputados federais eleitos
São relacionados os candidatos eleitos com informações complementares da Câmara dos Deputados. Ressalte-se que os votos em branco eram considerados válidos para fins de cálculo do quociente eleitoral nas disputas proporcionais até 1997, quando essa anomalia foi banida de nossa legislação.

Representação eleita
  PSDB: 5
  PMDB: 4
  PFL: 3
  PPB: 3
  PT: 2

Fonteː
| Número | Deputados federais eleitos | Partido | Votação | Percentual | Cidade onde nasceu | Unidade federativa |
| 4567   | Henrique Meirelles         | PSDB    | 183.046 | 7,01%      | Anápolis           | Goiás              |
| 2512   | Sandro Mabel               | PFL     | 147.387 | 5,65%      | Ribeirão Preto     | São Paulo          |
| 4566   | Raquel Teixeira            | PSDB    | 126.854 | 4,86%      | Goiânia            | Goiás              |
| 1122   | Sandes Júnior              | PPB     | 126.777 | 4,86%      | Porto Nacional     | Tocantins          |
| 2555   | Ronaldo Caiado             | PFL     | 114.728 | 4,40%      | Anápolis           | Goiás              |
| 1551   | Barbosa Neto               | PMDB    | 104.758 | 4,01%      | Goiânia            | Goiás              |
| 4545   | Jovair Arantes             | PSDB    | 98.784  | 3,78%      | Buriti Alegre      | Goiás              |
| 1310   | Neide Aparecida da Silva   | PT      | 82.248  | 3,15%      | Quirinópolis       | Goiás              |
| 1533   | Luís Bittencourt           | PMDB    | 78.871  | 3,02%      | Goiânia            | Goiás              |
| 1351   | Rubens Otoni               | PT      | 77.181  | 2,96%      | Goianésia          | Goiás              |
| 1105   | Roberto Balestra           | PPB     | 76.851  | 2,94%      | Inhumas            | Goiás              |
| 2525   | Vilmar Rocha               | PFL     | 70.497  | 2,70%      | Rio Verde          | Goiás              |
| 1580   | Pedro Chaves               | PMDB    | 68.802  | 2,64%      | São Domingos       | Goiás              |
| 4544   | Carlos Alberto Lereia      | PSDB    | 67.586  | 2,59%      | Bambuí             | Minas Gerais       |
| 1510   | Leonardo Vilela            | PMDB    | 63.715  | 2,44%      | Belo Horizonte     | Minas Gerais       |
| 4565   | João Campos de Araújo      | PSDB    | 61.323  | 2,35%      | Peixe              | Tocantins          |
| 1145   | Leandro Vilela             | PPB     | 60.254  | 2,31%      | Jataí              | Goiás              |

## Deputados estaduais eleitos
Nas eleições de 2002, foram eleitos 41 deputados para a Assembleia Legislativa de Goiás.

Representação eleita
  PSDB: 12
  PMDB: 9
  PPB: 4
  PT: 4
  PFL: 3
  PL: 1
  PCdoB: 1
  PSD: 1
  PSB: 1
  PSDC: 1
  PST: 1
  PPS: 1
  PDT: 1
  PRP: 1

Fonteː
| Número | Deputado             | Partido | Votação | Cidade onde nasceu    | Estado         |
| ------ | -------------------- | ------- | ------- | --------------------- | -------------- |
| 15151  | Rachel Azeredo       | PMDB    | 59.168  | Belo Horizonte        | Minas Gerais   |
| 25999  | Célio Silveira       | PFL     | 48.185  | Luziânia              | Goiás          |
| 45150  | Sebastião Tejota     | PSDB    | 40.249  | Montalvânia           | Minas Gerais   |
| 45369  | Laudeni Lemes        | PSDB    | 35.784  | Bela Vista de Goiás   | Goiás          |
| 45678  | Honor Cruvinel       | PSDB    | 34.682  | Morrinhos             | Goiás          |
| 15147  | Zé Gomes da Rocha    | PMDB    | 30.936  | Itumbiara             | Goiás          |
| 11500  | Ozair José           | PPB     | 30.354  | Ceres                 | Goiás          |
| 11111  | Nédio Leite          | PPB     | 29.565  | Jaraguá               | Goiás          |
| 11116  | Ernesto Roller       | PPB     | 29.464  | Formosa               | Goiás          |
| 22777  | Bispo Walter Inacio  | PL      | 28.903  | Rio de Janeiro        | Rio de Janeiro |
| 11477  | Raquel Rodrigues     | PPB     | 28.447  | Uberlândia            | Minas Gerais   |
| 25456  | Chico Abreu          | PFL     | 27.844  | Aparecida de Goiânia  | Goiás          |
| 25555  | Nilo Resende         | PFL     | 27.380  | Araguari              | Minas Gerais   |
| 65123  | Fabio Tokarski       | PC do B | 26.333  | São Paulo             | São Paulo      |
| 45133  | Samuel Almeida       | PSDB    | 25.047  | Itaguaru              | Goiás          |
| 15123  | José Nelto           | PMDB    | 24.028  | Tiros                 | Minas Gerais   |
| 45321  | Flávia Morais        | PSDB    | 23.842  | Belo Horizonte        | Minas Gerais   |
| 45222  | Jardel Sebba         | PSDB    | 23.711  | Catalão               | Goiás          |
| 45690  | Daniel Messac        | PSDB    | 23.509  | Paineiras             | Minas Gerais   |
| 45121  | Wellington Camargo   | PSDB    | 23.249  | Pirenópolis           | Goiás          |
| 45455  | Carla Santillo       | PSDB    | 22.002  | Águas Lindas de Goiás | Goiás          |
| 41111  | Livio Luciano        | PSD     | 21.129  | Goiânia               | Goiás          |
| 40180  | Kennedy Trindade     | PSB     | 20.845  | Senador Canedo        | Goiás          |
| 15134  | Mara Naves           | PMDB    | 20.642  | Goianésia             | Goiás          |
| 45555  | Helder Valin         | PSDB    | 20.334  | Goiânia               | Goiás          |
| 27800  | Daniel Goulart       | PSDC    | 19.472  | Rubiataba             | Goiás          |
| 45780  | Iso Moreira          | PSDB    | 19.470  | Mambaí                | Goiás          |
| 45600  | Padre Marco Ferreira | PSDB    | 19.043  | Patos de Minas        | Minas Gerais   |
| 15131  | Marcelo Melo         | PMDB    | 17.533  | Luziânia              | Goiás          |
| 15111  | Magda Mofatto        | PMDB    | 17.005  | Limeira               | São Paulo      |
| 15170  | Wagner Guimarães     | PMDB    | 16.477  | Rio Verde             | Goiás          |
| 15152  | Fernando Neto        | PMDB    | 16.420  | Planaltina            | Goiás          |
| 15135  | Romilton Moraes      | PMDB    | 16.413  | Jataí                 | Goiás          |
| 18123  | Abdul Hamid Sebba    | PST     | 14.880  | Araguari              | Minas Gerais   |
| 23450  | Leandro Sena         | PPS     | 12.847  | Goiânia               | Goiás          |
| 12644  | Isaura Lemos         | PDT     | 12.708  | Jundiaí               | São Paulo      |
| 13513  | Paulo Garcia         | PT      | 11.785  | Goiânia               | Goiás          |
| 44631  | Misael Oliveira      | PRP     | 11.220  | Goiânia               | Goiás          |
| 13188  | Luis Cesar Bueno     | PT      | 11.069  | Goiânia               | Goiás          |
| 13103  | Ivan Ornelas         | PT      | 10.310  | Anápolis              | Goiás          |
| 13789  | Mauro Rubem          | PT      | 10.157  | Firminópolis          | Goiás          |